# Dzjalal-Abad

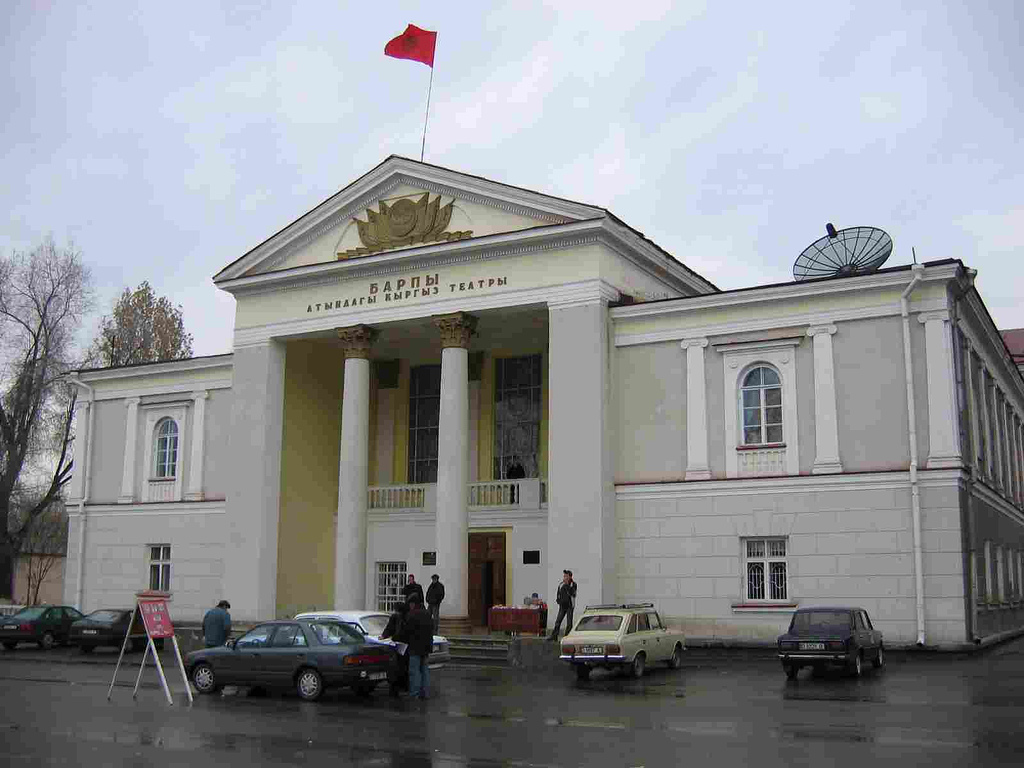

Dzjalal-Abad (uzbekiska Jalolobod, kirgiziska: Жалалабат, Dzjalalabat) är en stad i Kirgizistan med 70 401 invånare enligt folkräkningen 1999, 77 900 enligt en uppskattning från 2005, vilket gör den till landets tredje största stad. Den är belägen i södra Kugartdalen vid foten av berget Babasj-Ata i nordöstra Ferganadalen vid gränsen mot nordöstligaste Uzbekistan och är administrativ huvudort i provinsen Dzjalal-Abad. 
En av Sidenvägens grenar passerar genom staden, och regionen har sedan antiken varit en viktig rastplats. Dzjalal-Abad självt var enbart en marknadsplats fram till början av 1800-talet då khanen i Kokand lät uppföra ett fort på platsen. Namnet härrör från en viss Jalal ad-Din, som grundade staden (abad) och lät resa karavanserajer för resande och pilgrimer. I området runt staden fanns flera hälsobrunnar och staden blev en kurort. Det fanns även en boskapsmarknad i staden. Befolkningen bestod på denna tid av jordbrukare och handelsmän. Omkring 1870 kom ryssarna till platsen och anlade ett fort och ett militärsjukhus. Året 1916 stod en järnväg mellan Dzjalal-Abad och Andizjan (i nuvarande Uzbekistan) färdig. Sovjettiden (efter 1918) innebar en kraftig tillväxt för staden. Sovjetstyret utvecklade kurorten vidare och grundlade ett rekreaktionscenter. Omkring 1950 uppbyggdes staden från grunden och näringar inom olja, elektroteknisk industri och livsmedelsindutri uppkom. 
Dzjalal-Abad var i mars 2005 en av de städer där protesterna mot den sittande presidenten Askar Akajev i samband Tulpanrevolutionen tog sin början. I juni 2005 mottog staden stora flyktingströmmar från den uzbekiska staden Andizjan sedan uzbekiska regeringssoldater med våld slagit ner ett uppror där.